# Dieter D. Genske

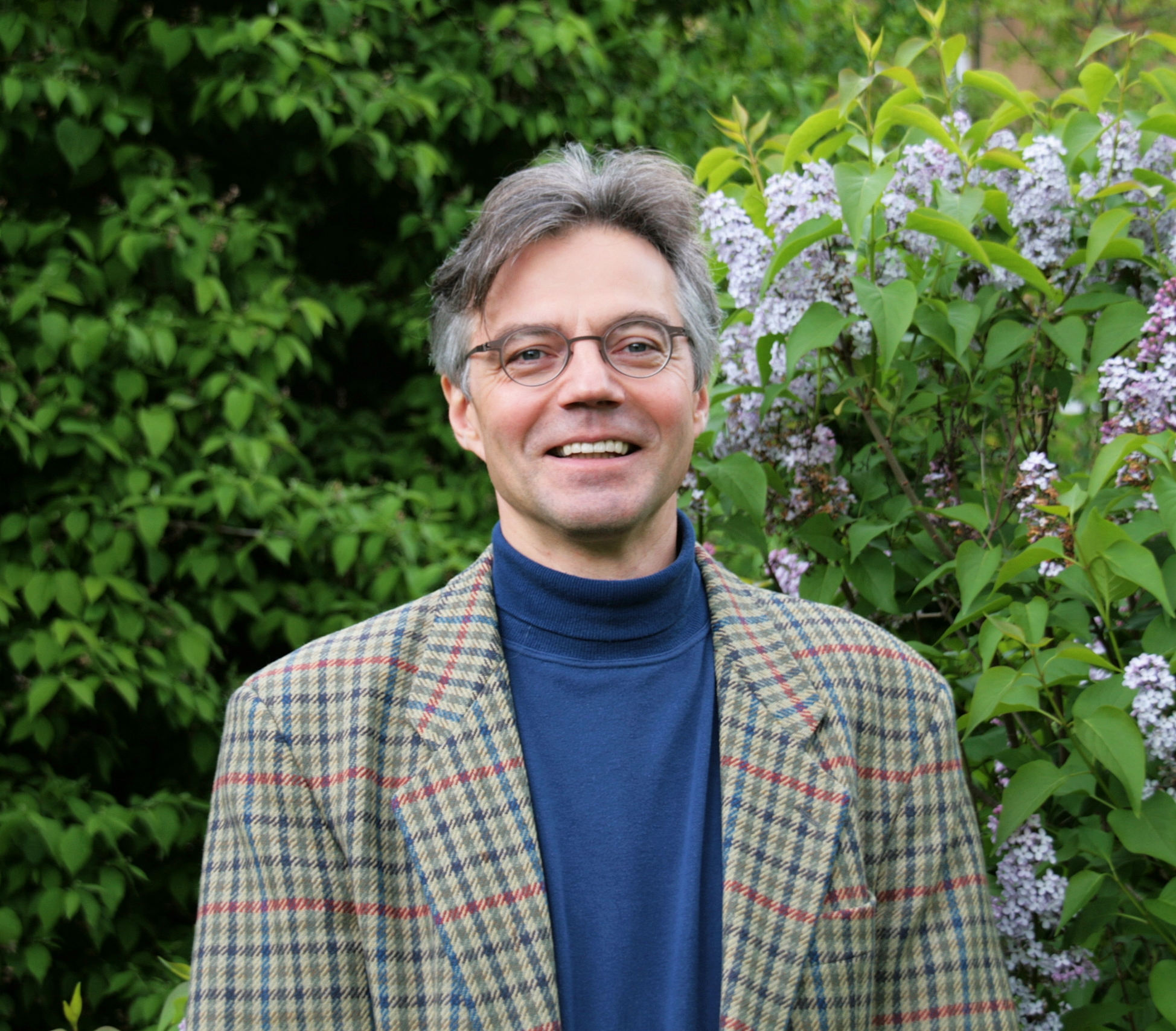
Dieter D. Genske (2010)

Dieter D. Genske (* 20. Dezember 1956 in Leverkusen) ist ein deutscher Geologe, Bauingenieur und Hochschullehrer. Er lehrt als Professor für Geotechnik und Stadtumbau an der Hochschule Nordhausen und als Gastprofessor an der Universität Liechtenstein. 2012 erhielt er den Europäischen Solarpreis.

## Werdegang
Nach seinem Abschluss als diplomierter Bauingenieur an der Bergischen Universität Wuppertal 1980 setzte Genske seine akademische Ausbildung an der Rheinisch-Westfälischen Technischen Hochschule Aachen fort, die er 1985 als Diplom-Geologe beendete. In den darauffolgenden Jahren verfolgte er ein Promotionsstudium an der Bergischen Universität Wuppertal, das er mit seiner Dissertation zum Thema „Ansatz für ein probabilistisches Sicherheitskonzept“ 1989 als Doktor-Ingenieur abschloss.
Von 1989 bis 1990 widmete sich Genske als Stipendiat der Alexander von Humboldt-Stiftung in Kyoto, Japan, geo- und umwelttechnischen Problemen, die er auch in seiner Tätigkeit am Institut für Wasser- und Bodenschutz der Deutschen Montan Technologie DMT Gesellschaft für Forschung und Prüfung, Essen aufgriff, bei der er bis 1994 als Abteilungsleiter wirkte. In dieser Zeit engagierte er sich in bedeutenden Stadtumbauprojekten wie der Internationalen Bauausstellung Emscher Park und dem neuen Regierungsviertel in Berlin sowie dem Visualisierungsprojekt Graf Moltke (Ruhrgebiet) in Zusammenarbeit mit der Kunsthochschule für Medien Köln. 1994 wurde er als Professor für Ingenieurgeologie an die Technische Universität Delft berufen. Es folgten die Ernennung zum Professeur extraordinaire an der EPF Lausanne und eine Gastprofessur an der ETH Zürich.
Seit 2004 vertritt er die Professur für Landschaftstechnologie und Flächenrecycling an der Hochschule Nordhausen. Im Oktober 2010 wurde er hier aufgrund seiner Verdienste als Forscher und Hochschullehrer zum außerplanmäßigen Professor ernannt.
Neben mehreren Gastprofessuren an Hochschulen in Deutschland, der Schweiz, Japan und Südafrika, wirkt er seit 2009 am Institut für Architektur und Raumentwicklung an der Hochschule Liechtenstein, ebenfalls als Gastprofessor. Neben seinen akademischen Tätigkeiten leitete Genske verschiedene Entwicklungsprojekte in einkommensschwachen Ländern Afrikas und Osteuropas.

## Professur an der Hochschule Nordhausen
An der Hochschule Nordhausen ist Genske in den Studiengängen Geotechnik und Energetisch-Ökologischer Stadtumbau tätig. Er hält zudem das Amt des Studiendekans für sein Fachgebiet inne. Zu seinen Forschungsschwerpunkten zählen Geotechnik, Fläche- und Energie sowie Geostatistik. Neben seiner akademischen Arbeit engagiert sich Genske im Fachbereichsbeirat sowie im Beirat Internationale Beziehungen.

## Wissenschaftliche Kooperationen und Projekte
Neben seiner Tätigkeit als Professor an der Hochschule Nordhausen und als Gastprofessor an der Universität Liechtenstein war Genske an mehreren hochgradigen Projekten beteiligt u. a. an der Studie „Basel auf dem Weg zur 2000-Watt-Gesellschaft“, am Projekt „BAER Bodensee-Alpenrhein Energieregion“ und an der „EnergieWerkStadt“, die vom Europäischen Fonds für Regionale Entwicklung-Transnationale Aktivitäten EFRE-TNA in Auftrag gegeben wurde. Mit seinem Team erarbeitete er die Studie „Nutzung städtischer Freiflächen für erneuerbare Energien“ für das Bundesinstitut für Bau-, Stadt- und Raumforschung (BBSR), den „Thüringer Bestands- und Potenzialatlas für erneuerbare Energien“ für das Thüringer Ministerium für Wirtschaft, Arbeit und Technologie, die Expertise „Erneuerbares Liechtenstein“ für die Universität Liechtenstein und das Projekt „Energieeffizienz vor Ort Effort“ (2013–2015) für das Bundesministerium für Bildung und Forschung (BMBF), Berlin. Zusammen mit Ariane Ruff und Aloys Graw gründete er 2009 die „EKP Energie-Klima-Plan GmbH“ Nordhausen als Spin-off der Hochschule Nordhausen.

## Auszeichnungen
Für seine Verdienste als Forscher und Wissenschaftler wurde Genske auch für seine herausragenden Leistungen außerhalb seiner Lehrtätigkeit geehrt. 1989 erhielt er ein Forschungsstipendium der Alexander von Humboldt-Stiftung an der Universität Kyōto, Japan. Im Jahr 2000 folgte eine Auszeichnung und Förderung eines interaktiven Distance Learning Projekts durch den ETH-Rat Zürich, Schweiz. Die Hochschule Nordhausen ehrte Genske 2007 für herausragende Drittmitteleinwerbung. Im Jahr 2012 erhielt er den Europäischen Solarpreis, den er gemeinsam mit seiner Nordhäuser Forschungsgruppe und der Internationalen Bauausstellung IBA Hamburg für die Planung des energetischen Umbaus eines Wohnquartiers in Hamburg und die daraus erlangten Erkenntnisse einer klimaneutralen Energiegewinnung in Großstädten erhielt.

## Schriften
- mit Peter Droege, Ariane Ruff, Matthias Schwarze: Der BAER-Atlas als integriertes Modell und regionales Werkzeug. In: Peter Droege (Hrsg.): Regenerative Region. Energie- und Klimaatlas Bodensee-Alpenrhein. Oekom, München 2014, ISBN 978-3-86581-455-5, S. 75–177.
- mit Lamia Messari-Becker: Energetische Stadtsanierung und Klimaschutz. In: Bauphysik-Kalender. Band 13, 2013, ISSN 1617-2205, S. 581–605, doi:10.1002/9783433603192.ch22.
- mit Jana Henning-Jacob, Thomas Joedecke, Ariane Ruff: Methodik und Strategieentwicklung. Jovis, Berlin 2010, ISBN 978-3-86859-076-0, S. 43–66.
- mit Jana Henning-Jacob, Thomas Joedecke, Ariane Ruff: Zukunftsszenarien für Wilhelmsburg. Jovis, Berlin 2010, ISBN 978-3-86859-076-0, S. 79–119.
- Massenbewegungen. In: Karl Josef Witt (Hrsg.): Grundbau-Taschenbuch. Band 1: Geotechnische Grundlagen. 7. Auflage. Ernst & Sohn, Berlin 2008, ISBN 978-3-433-01843-9, S. 719–794.
- Investigation, remediation and protection of land resources. Whittles u. a., Dunbeath UK u. a. 2007, ISBN 978-1-870325-87-5.
- Ingenieurgeologie. Grundlagen und Anwendung. Springer, Berlin u. a. 2006, ISBN 3-540-25756-X.